# 里村龍一
里村 龍一（さとむら りゅういち、本名・鈴木政市、1949年2月20日 - 2021年10月5日）は、日本の作詞家、実業家。北海道釧路市出身。

## 人物
- 中学校を卒業後は漁師をしていたが、たまたま船で見た週刊誌の「森進一の新曲歌詞募集」に応募して優勝。その後、作曲家の猪俣公章にスカウトされて1976年に上京、猪俣に師事する[3]。
- 2003年4月、演歌・歌謡曲専門のレコード会社・ウィングジャパンを設立、設立以後はオーナーとして活動した。
- 2011年、地元釧路市の厳島神社近くに事務所兼自宅を建設。
- 2012年から2013年の2年間、日本作詩家協会会長を務めた[4]。
- 2021年10月5日午後1時39分、アルコール性肝硬変のため東京都内の自宅で死去[4]。72歳没。

## エピソード
- もともと作詞家になるつもりはなかったが、パチンコ屋で当時よく流れていた演歌を聴いて詞の書き方を覚えていた[要出典]。
- 先述した、森の新曲歌詞募集で優勝して猪俣にスカウトされた際、家族、特に魚卸売業をしていた父からは反対されただけでなく、ウソツキとまで言われたという[要出典]。

## 主な作詞作品
シングル表題曲は太字表記

### あ行
秋庭豊とアローナイツ
- 港町挽歌（1988年）
- 酒場おんな町（1988年）
- 最後にもう一度（1989年）
- おもかげ挽歌（1989年）
- 旅詩（1992年）
- 酒場の雨（1992年）

石原詢子
- 明日坂（1996年）
- 人恋しぐれ（1998年）
- みれん酒（1999年）
- きずな酒（2002年）
- おんなの春（2002年）
- ふたり傘（2003年）
- ほたるのふる里（2003年）
- 詢子のソーラン祭り（2003年）
- 七夕哀歌（2003年）
- 女の祭り（2003年）

井上由美子
- みなと夢酒場（2011年）
- 中野坂上（2011年）
- 恋の川（2012年）

岩出和也
- 女のけじめ（2004年）
- 俺とお前の数え唄（2004年）
- さくらの頃に（2008年）
- さすらい譜（2008年）

上杉香緒里
- 風群
- 遠州喧嘩船（1995年）
- 北桟橋（1996年）
- 北の海峡（1997年）
- 夢追い祭り（1997年）
- 三百六十五日（1998年）
- 女の夢しずく（1998年）
- 居酒屋ほたる（2014年）
- 雨の花（2015年）
- 飾り花（2015年）

宇多川都
- おもいで酒場（1993年）

宇多川都・神たかし
- 冬物語（1993年）

### か行
金田たつえ
- つれあい（1990年）
- 世間川（1990年）

北見恭子
- 恋は二人でするものよ（1985年）

香西かおり
- 雨酒場（1988年）
- 新湊慕情（1988年）
- 恋舟（1990年）
- 恋は女の命です（1990年）
- 流恋草（1991年）
- 早稲田通り（1991年）
- 恋紅葉（1992年）
- 夢吹雪（1992年）
- 雨降橋（1997年）
- 螢の海（1997年）
- 望郷十年（1999年）
- 春の雪（1999年）
- 居酒屋『敦賀』（2005年）
- 放浪歌（2006年）
- 風恋歌（2008年）

伍代夏子
- 水無月の雨（1999年）

### さ行
水前寺清子
- 春の華（2013年）

瀬川瑛子
- 居酒屋『藤乃』（1991年）
- 桐の花（1991年）
- 夫婦松（1991年）
- 恋情け（1991年）
- 恋して候（1992年）
- 夢落葉（1992年）
- 望郷列車（1994年）
- 雨のひと（1997年）
- 萩の宿（2006年）

瀬川瑛子・大木凡人
- ふたり川（1989年）

瀬口侑希
- 津軽の春（2016年）
- 女のゆりかご（2018年）

千昌夫
- 望郷酒場（1981年）
- 望郷旅鴉（1986年）
- 或る女の挽歌（1986年）

### た行
田川寿美
- 海峡みなと駅（2000年）
- 女の夢草紙（2000年）

多岐川舞子
- 花道（1990年）
- あなたひとりに（1992年）
- おんな川（1992年）
- 一夜雨（1993年）
- 夢夜景（1993年）
- 北半島（1995年）
- なさけ舟（1995年）
- 夢織り酒場（1996年）
- おもいで未練（1996年）
- 津軽望郷譜（1997年）
- 門出船（1997年）
- 愛一葉（2007年）

### な行
中条きよし
- わたし貴方のなんですか（1981年）

中村美律子
- 冬雨情話（1999年）
- 鳶（2000年）
- ふるさとで暮らそうよ（2002年）
- 明日坂（2003年）

長山洋子
- おけさ恋唄（2010年）

新沼謙治
- 酒とふたりづれ（1983年）

### は行
日野美歌・増位山太志郎
- 大阪恋めぐり[注 2]（1984年）

細川たかし
- 望郷じょんから（1985年）
- お前を一人に出来ないよ（1985年）
- 酔いつぶれて横浜（1985年）
- 夢暦（1987年）
- 合掌風の宿（2002年）
- 旅唄（2002年）

### ま行
真木ことみ
- いのち川（2003年）
- 夕陽の港（2003年）
- 旅路川（2004年）
- あなたあっての女です（2004年）
- きずな川（2005年）
- 春時雨（2005年）

美川憲一
- 赤い鴎（2006年）
- 冬の川（2006年）

森進一
- しあわせ挽歌[注 2]（1978年）
- 夢をかざって（1993年）
- おもいで夜景（1993年）

森山愛子
- 東京挽歌（2009年）
- 恋草子（2009年）

### や行以降
八代亜紀
- 只今恋のド真中（1983年）

山川豊
- こころ花（1988年）
- 北さすらい（1988年）
- 気がかり（1989年）
- きずな（1993年）
- 面影本線（1995年）

和田青児
- 夢さすらい（2001年）
- 雪の花（2003年）
- 北の小さな港町（2003年）
- 忘れ風鈴（2004年）
- 居酒屋『陣屋』（2004年）

## 主な受賞作品
- 日本作詩大賞 - 第10回で最優秀新人賞、第18回で大賞を受賞。